# نارسيسو إلفيرا
نارسيسو إلفيرا (بالإسبانية: Narciso Elvira)‏ هو لاعب كرة قاعدة مكسيكي، ولد في 29 أكتوبر 1967 في تلاليكسويان ‏ في المكسيك.

## وصلات خارجية
- نارسيسو إلفيرا على موقع دوري كرة القاعدة الرئيسي (الإنجليزية)
- نارسيسو إلفيرا على موقع الدوري الياباني لكرة القاعدة (الإنجليزية)
- نارسيسو إلفيرا على موقعبيزبول رفرنس.كوم (الدوري الرئيسي) (الإنجليزية)
- نارسيسو إلفيرا على موقعبيزبول رفرنس.كوم (الدوري الثانوي) (الإنجليزية)
- نارسيسو إلفيرا على موقع إي إس بي إن.كوم (أم.أل.بي) (الإنجليزية)
- نارسيسو إلفيرا على موقع مشجعي الرسوم البيانية (الإنجليزية)